# Cameron Fowler
Pour les articles homonymes, voir Fowler.
Cameron Matthew Fowler, dit Cam Fowler, (né le 5 décembre 1991 à Windsor, dans la province de l'Ontario au Canada) est un joueur professionnel américain de hockey sur glace évoluant à la position de défenseur.

## Carrière
Natif du Canada, ses parents déménagent aux États-Unis alors que le jeune Cam n'est âgé que de deux ans. Il fait donc sa progression dans les rangs juniors américains avant de rejoindre en 2007 le Programme de développement nationale des États-Unis avec qui il évolue durant deux saisons.
Aux cours de ce passage avec le programme de développement, il participe avec ces derniers au championnat du monde des moins de 18 ans et remporte la médaille d'or. Il est nommé défenseur par excellence du tournoi. Après avoir refusé une offre pour rejoindre l'université Notre-Dame, membre du championnat de la NCAA, Fowler retourne au Canada et s'aligne pour la saison 2009-2010 avec les Spitfires de Windsor de la Ligue de hockey de l'Ontario. Au terme de cette saison il remporte la Coupe Memorial. Il prend également part durant cette année au championnat du monde.
À sa 15e saison avec les Ducks d'Anaheim dans la LNH, Folwer est échangé aux Blues de Saint-Louis avec un choix de 4e tour en 2027 contre le défenseur Jérémie Biakabutuka et d'un choix de 2e tour en 2027.

## Statistiques

### En club
| Saison     | Équipe                         | Ligue          |     | Saison régulière | Saison régulière | Saison régulière | Saison régulière | Saison régulière |   | Séries éliminatoires | Séries éliminatoires | Séries éliminatoires | Séries éliminatoires | Séries éliminatoires |
| Saison     | Équipe                         | Ligue          | PJ  | B                | A                | Pts              | Pun              | PJ               | B | A                    | Pts                  | Pun                  |                      |                      |
| 2007-2008  | U.S. National Development Team | NAHL           | 38  | 3                | 10               | 13               | 2                |                  |   |                      |                      |                      |                      |                      |
| 2007-2008  | U.S. National Development Team | Int.           | 47  | 8                | 32               | 40               | 44               | -                | - | -                    | -                    | -                    |                      |                      |
| 2008-2009  | U.S. National Development Team | NAHL           | 14  | 2                | 7                | 9                | 12               | -                | - | -                    | -                    | -                    |                      |                      |
| 2009-2010  | Spitfires de Windsor           | LHO            | 55  | 8                | 47               | 55               | 14               | 19               | 3 | 11                   | 14                   | 10                   |                      |                      |
| 2010       | Spitfires de Windsor           | Coupe Memorial | -   | -                | -                | -                | -                | 4                | 2 | 4                    | 6                    | 0                    |                      |                      |
| 2010-2011  | Ducks d'Anaheim                | LNH            | 76  | 10               | 30               | 40               | 20               | 6                | 1 | 3                    | 4                    | 2                    |                      |                      |
| 2011-2012  | Ducks d'Anaheim                | LNH            | 82  | 5                | 24               | 29               | 18               | -                | - | -                    | -                    | -                    |                      |                      |
| 2012-2013  | Södertälje SK                  | Allsvenskan    | 14  | 2                | 5                | 7                | 14               | -                | - | -                    | -                    | -                    |                      |                      |
| 2012-2013  | Ducks d'Anaheim                | LNH            | 37  | 1                | 10               | 11               | 4                | 7                | 0 | 3                    | 3                    | 0                    |                      |                      |
| 2013-2014  | Ducks d'Anaheim                | LNH            | 70  | 6                | 30               | 36               | 14               | 13               | 0 | 4                    | 4                    | 4                    |                      |                      |
| 2014-2015  | Ducks d'Anaheim                | LNH            | 80  | 7                | 27               | 34               | 14               | 16               | 2 | 8                    | 10                   | 2                    |                      |                      |
| 2015-2016  | Ducks d'Anaheim                | LNH            | 69  | 5                | 23               | 28               | 27               | 7                | 1 | 2                    | 3                    | 4                    |                      |                      |
| 2016-2017  | Ducks d'Anaheim                | LNH            | 80  | 11               | 28               | 39               | 20               | 13               | 2 | 7                    | 9                    | 2                    |                      |                      |
| 2017-2018  | Ducks d'Anaheim                | LNH            | 67  | 8                | 24               | 32               | 28               | -                | - | -                    | -                    | -                    |                      |                      |
| 2018-2019  | Ducks d'Anaheim                | LNH            | 59  | 5                | 18               | 23               | 20               | -                | - | -                    | -                    | -                    |                      |                      |
| 2019-2020  | Ducks d'Anaheim                | LNH            | 59  | 9                | 20               | 29               | 20               | -                | - | -                    | -                    | -                    |                      |                      |
| 2020-2021  | Ducks d'Anaheim                | LNH            | 56  | 5                | 18               | 23               | 18               | -                | - | -                    | -                    | -                    |                      |                      |
| 2021-2022  | Ducks d'Anaheim                | LNH            | 76  | 9                | 33               | 42               | 14               | -                | - | -                    | -                    | -                    |                      |                      |
| 2022-2023  | Ducks d'Anaheim                | LNH            | 82  | 10               | 38               | 48               | 14               | -                | - | -                    | -                    | -                    |                      |                      |
| 2023-2024  | Ducks d'Anaheim                | LNH            | 81  | 5                | 34               | 39               | 24               | -                | - | -                    | -                    | -                    |                      |                      |
| 2024-2025  | Ducks d'Anaheim                | LNH            | 17  | 0                | 4                | 4                | 6                | -                | - | -                    | -                    | -                    |                      |                      |
| Totaux LNH | Totaux LNH                     | Totaux LNH     | 991 | 96               | 361              | 457              | 261              | 62               | 6 | 27                   | 33                   | 14                   |                      |                      |

### Statistiques en équipe nationale
| Année | Compétition                          |   | PJ | B | A | Pts | Pun | +/-           |  | Résultat |
| 2009  | Championnat du monde moins de 18 ans | 7 | 1  | 7 | 8 | 4   | +8  | Médaille d'or |  |          |
| 2010  | Championnat du monde junior          | 7 | 0  | 2 | 2 | 4   | +8  | Médaille d'or |  |          |
| 2011  | Championnat du monde                 | 7 | 1  | 2 | 3 | 2   | -3  | 8e place      |  |          |
| 2012  | Championnat du monde                 | 8 | 1  | 4 | 5 | 2   | +5  | 7e place      |  |          |
| 2014  | Jeux olympiques                      | 6 | 1  | 0 | 1 | 0   | +4  | 4e place      |  |          |

## Honneurs et trophées

### Ligue canadienne de hockey
- 2010 :
  - Vainqueur de la Coupe Memorial avec les Spitfires de Windsor
  - nommé dans l'équipe d'étoiles du tournoi de la Coupe Memorial

### Championnat du monde moins de 18 ans
- 2009 : nommé le défenseur par excellence du tournoi

### Ligue nationale de hockey
- 2016-2017 : participe au 62e Match des étoiles de la LNH